# Swissôtel de Tallin
El Swissôtel de Tallin (en estonio: Swissôtel Tallinn) es un hotel de lujo en Tallin, capital de Estonia, que es administrado por Swissôtel Hotels & Resorts. Diseñado por la arquitecta Meeli Truu de Nord Projekt AS, Swissôtel de Tallin, se eleva a una altitud de 117 metros (384 pies) por lo que es uno de los hoteles más altos del Báltico. Situado en el corazón de Tallin, este hotel forma parte del complejo Tornimäe que comprende dos edificios, un hotel y una torre residencial. El hotel de 5 estrellas tiene 238 habitaciones y suites, 3 restaurantes y 3 bares. 